# Sys Hindsbo
Sys Hindsbo (født Nina Bodil Hindsbo, 12. marts 1944 på Frederiksberg) er en dansk maler, grafiker og billedhugger. 

## Liv og karriere
Som barn og teenager brugte hun det meste af sin fritid på at tegne og modellere. På en rejse til Rom sidst i 1950'erne  med sin mor mødte hun Harald Isenstein, der var kendt fra sit radioprogram om unge og kunst og drev egen kunstskole i København.
Mødet gav Sys Hindsbo lyst til at gøre mere ud af sit tegneri og modellering, og gennem flere kontakter fandt hun ud af at ansøge om at komme på Kunstakademiet, hvor hun blev uddannet på billedhuggerskolen. Fra 1962 til 1965   hos Gottfred Eickhoff og på Grafisk Skole hos Holger Jensen og Palle Nielsen 1965-1969. Sys Hindsbo debuterede på Charlottenborgs Forårsudstilling i 1966. Hun arbejder primært med tegning og grafik. Hun starter ofte med at tegne en hund i den nederste del billedet.
I 1980'erne var hun en central drivkraft i at udvikle Det Fynske Kunstakademi og få det opgraderet, så akademiets uddannelser blev SU-berettigede. Hun var selv underviser på akademiet indtil 1998. I dag er hun bosiddende i Fjellebro uden for Ringe. 